# X大道車站
X大道車站（英語：Avenue X station）是紐約地鐵IND卡爾弗線的一個慢車地鐵站，設有F線（任何時候停站）列車服務。

## 車站結構
| 月台層 | 側式月台 | 側式月台                               |
| 月台層 | 北行慢車 | ← 往牙買加-179街 (U大道)               |
| 月台層 | 尖峰快車 | → 無定期服務                           |
| 月台層 | 南行慢車 | → 往康尼島-斯提威爾大道 (內普群大道) → |
| 月台層 | 側式月台 |                                        |
| 夾層   | 夾層     | 閘機、車站詢問處、MetroCard自動售票機  |
| Ground | 街道層   | 出入口                                 |

此站是此線最南面的三軌車站，設有兩個側式月台。車站以南，路線匯成兩條軌道，並繼續前往康尼島-斯提威爾大道。沿車站南側康尼島複合，並在此站以南設有兩條儲車軌。
2015年8月至12月（曼哈頓方向月台）翻新，然後2016年6月7日至2017年5月1日，此站南行月台也關閉以便進行翻新。

## 外部連結
- nycsubway.org—BMT Culver Line: Avenue X
- Station Reporter — F Train
- The Subway Nut — Avenue X Pictures （页面存档备份，存于）
- Avenue X and 86th Street entrance from Google Maps Street View （页面存档备份，存于）
- Exit to bus stop from Google Maps Street View （页面存档备份，存于）
- Platforms from Google Maps Street View